# UTC−4:30

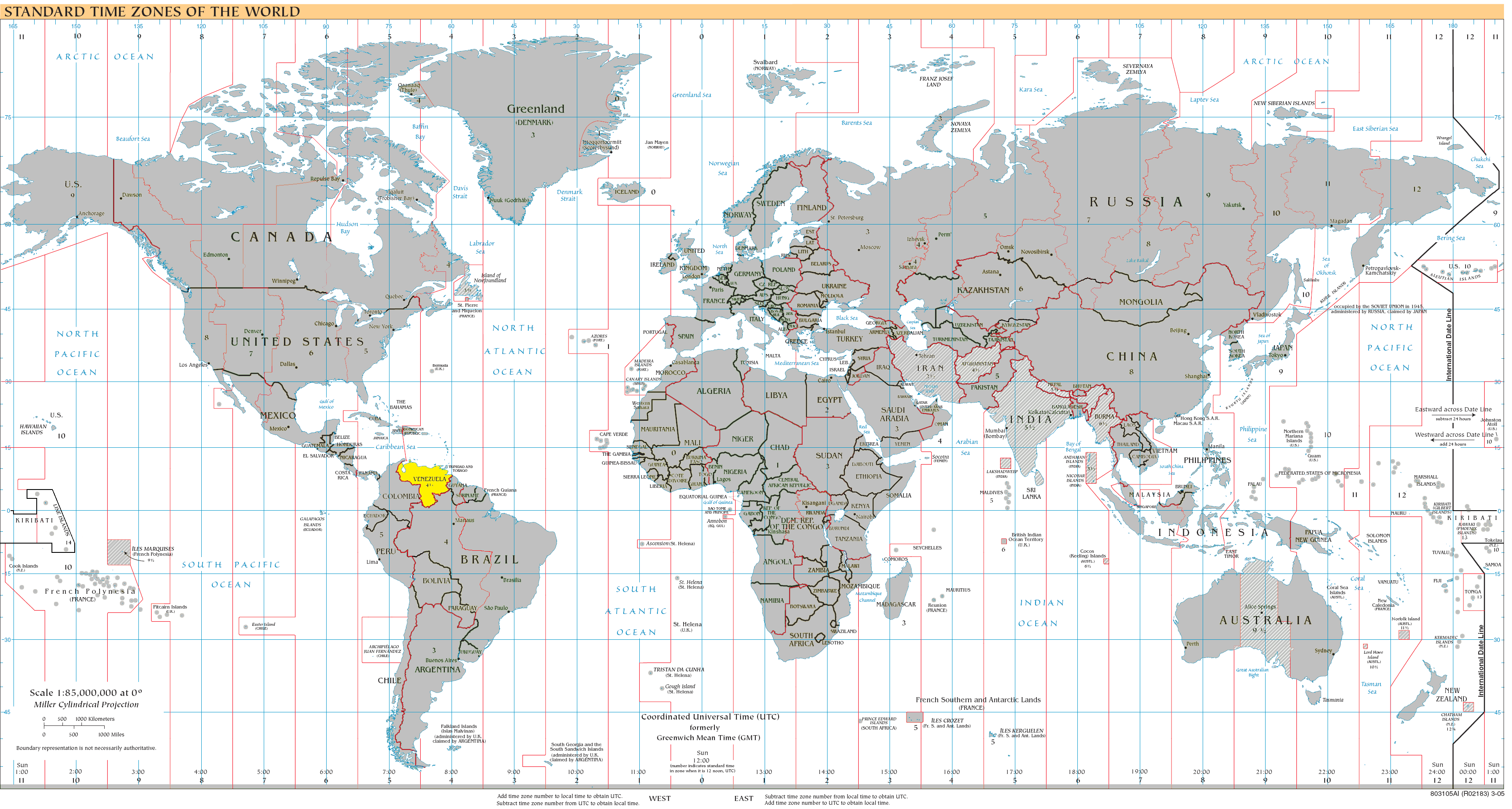
зона UTC−4:30 на карте часовых поясов мира выделена ярко-жёлтым

UTC−4:30 — часовой пояс, использовавшийся с 1912 по 1964 годы и с 9 декабря 2007-го по 1 апреля 2016 года в Венесуэле. Сейчас в Венесуэле снова используется часовой пояс UTC−4. Известен также как VST (Venezuelan Standard Time).

## В течение всего года
- Венесуэла